# Giacomo Scotti
Giacomo Scotti (Saviano, 1º dicembre 1928) è uno scrittore, giornalista e traduttore italiano.

## Biografia
È nato a Saviano, comune dell'entroterra napoletano. Nel 1947, giovane fervente antifascista e comunista, emigrò in Istria, appena ceduta dall'Italia alla Jugoslavia socialista a seguito del trattato di Parigi fra l'Italia e le potenze alleate, dove dapprima visse a Pola, quindi a Fiume. Nel 1948, ventenne e non ancora maggiorenne, cominciò a occuparsi professionalmente di giornalismo, dedicandosi contemporaneamente anche alla letteratura e alla poesia. Dal 1986 vive e lavora sia in Italia sia in Croazia. Per la sua notevole produzione letteraria ha ricevuto numerosi premi e riconoscimenti in Croazia, in Italia ed in altri Paesi. Nel 2006 il comune di Monfalcone gli ha conferito la cittadinanza onoraria.

## Opera
L'opera letteraria di Scotti si colloca sul confine tra l'Italia e l'ex-Jugoslavia, focalizzandosi talvolta sul problema istriano. Come narratore, saggista e poeta, ha pubblicato oltre un centinaio di opere in lingua italiana ed in lingua croata, la maggior parte delle quali è stata tradotta in oltre una dozzina di lingue. Nella sua bibliografia si annoverano racconti, romanzi, racconti per bambini, saggi etnografici e storici, e raccolte di prose (anche dedicate a Tito). Ha collaborato con vari altri scrittori croati e italiani, ed è membro del PEN croato, dell'Associazione degli scrittori croati (Društvo hrvatskih književnika) e dell'Associazione degli scrittori italiani. È molto attivo nei movimenti pacifisti europei. Ha collaborato con diverse riviste, italiane e croate: tra queste, va ricordata La Battana, rivista letteraria croata in lingua italiana stampata a Fiume.

### Letteratura macedone e altre letterature jugoslave
Con traduzioni, saggi, e antologie, ha contribuito all'affermazione in Italia delle letterature della Jugoslavia. In particolare, ha curato la letteratura macedone (la più recente tra le letterature della ex-Jugoslavia). Tra le molte opere ha curato anche le seguenti antologie:
- La poesia macedone (Siena, 1965)
- Narratori macedoni (Siena, 1967)
- Canti popolari macedoni dal Medio Evo ad oggi (Milano, 1971)

In alcune raccolte antologiche ha presentato per la prima volta ai lettori italiani i poeti Blaže Koneski (La ricamatrice, 1967), Božin Pavlovski (L'ombra di Radovan, 1968), Mateja Matevski (Nebbie e tramonti, 1969), Boris Višinski (L'arcobaleno, 1971; La valanga, 1975); Ante Popovski (Terra di Macedonia, 1972), Slavko Janevski (Il soldato due metri sotto terra, 1975) e Kočo Racin (Albe candide, 1975).
Oltre a ciò, con le sue traduzioni nelle riviste letterarie, ha presentato alla cultura italiana più di venti prosatori e narratori macedoni, tra cui Konstantin Miladinov, Risto Jačev e Sanda Stojčevski.

### Saggistica storica sull'Isola Calva
Tra le opere che hanno fatto più clamore vi è Goli Otok. Ritorno all'Isola Calva, un saggio edito a Trieste nel 1991. L'opera tratta, per la prima volta ufficialmente, di un'isola al largo della Dalmazia settentrionale che per anni servì da campo di concentramento e carcere politico: sull'Isola Calva (in croato Goli Otok) venivano internati i sostenitori di Stalin dopo la rottura dei rapporti tra Jugoslavia ed URSS dal 1948 in poi.
Un altro saggio storico fu pubblicato nel 1997 con titolo Goli Otok. Italiani nel gulag di Tito: infatti le ricerche dello scrittore, condotte su documenti e con interviste ai superstiti, sono proseguite e hanno portato al calcolo di una cifra totale di circa 30 000 detenuti.

## Controversie
Le opere di Scotti relative al tema delle foibe hanno suscitato polemiche: i suoi critici lo hanno tacciato di negazionismo dal momento che egli ne contesta la natura di pulizia etnica, definendole, invece, una vendetta correlata ai crimini di guerra fascisti in Jugoslavia (come i campi di concentramento di Arbe e di Gonars).. A Scotti vengono inoltre contestati anche scritti apologetici nei confronti del maresciallo Tito, il presidente jugoslavo ritenuto responsabile dei massacri delle foibe e dell'esodo istriano, in merito a tale questione Scotti è stato oggetto di alcune interrogazioni parlamentari presentate da Roberto Menia, primo promotore della legge che ha istituito il "Giorno del ricordo" dedicato ai martiri delle foibe. Nello stesso tempo è stato attaccato dai nazionalisti croati perché scriveva della pulizia etnica dei Serbi nella guerra civile nella Croazia negli anni '90.

## Pubblicazioni
- Ventimila caduti, con R. Giacuzzo, Milano, Mursia, 1967[8]
- Quelli della montagna, con R. Giacuzzo, Unione degli Italiani dell'Istria e di Fiume, 1972
- Quelli della montagna. Storia del Battaglione Triestino d'Assalto, Rovigno, Centro di Ricerche Storiche, 1971
- Kragujevac, la città fucilata, Milano, 1967
- La Repubblica di Albona, con L. Giuricin, Rovigno, 1971
- Tito, l'uomo che disse di no a Stalin, Roma, 1972
- Tito da contadino a leader del Terzo Mondo, Caltanissetta-Roma, 1973
- Il battaglione degli "straccioni", Milano, 1974
- Rossa una stella, Rovigno, 1975
- Ustascia tra il fascio e la svastica, Udine, 1976
- Bono Taliano. Gli italiani in Jugoslavia (1941-43), Milano, La Pietra, 1977
- L'Arcipelago del Quarnero: (e le Isole Brioni) : natura, storia, arte, turismo, Milano, Mursia, 1980
- I "disertori: le scelte dei militari italiani sul fronte jugoslavo prima dell'8 settembre", Milano, Mursia, 1980
- Juris, juris! All'attacco! La guerriglia partigiana ai confini orientali d'Italia 1943-1945., Milano, Mursia, 1984
- [con Luciano Viazzi] Le aquile delle Montagne nere: storia dell'occupazione e della guerra italiana in Montenegro (1941-1943), Milano, Mursia, 1987
- Goli otok. Ritorno all'Isola Calva, Trieste, edizioni LINT, 1991, ultima edizione 2006
- I pirati dell'Adriatico, Trieste, Lint, 2001
- Dossier foibe, San Cesario di Lecce, Manni, 2005
- Fiabe e leggende del Mar Adriatico dall'Istria alla Dalmazia, all'Italia, Treviso, Editrice Santi Quaranta, 2005
- [introduzione di Predrag Matvejevic] L'arcipelago di luce: viaggio nelle isole della Dalmazia centrale, Reggio Emilia, Diabasis, 2007
- Ragusa, la quinta repubblica marinara, Trieste, edizioni LINT, 2007
- Lissa 1866, la grande battaglia per l'Adriatico, Trieste, edizioni LINT, 2004
- Vele di ventura, Trieste, edizioni LINT, 1998
- Racconti di una vita - Racconti da Fiume - Storia dell'Istria - Racconti da un'altra sponda - Favole di pesci di mare, Trieste, edizioni LINT, 2001
- «Bono taliano». Militari italiani in Jugoslavia dal 1941 al 1943: da occupatori a «disertori», Roma, Odradek, 2012
- Per la EDIT di Fiume nel 2013 ha pubblicato "Racconti fra due mondi" in occasione del suo 85º compleanno[9]
- Montenegro amaro, Roma, Odradek, 2013
- (con Luciano Viazzi) "L'inutile vittoria. La tragica esperienza delle truppe italiane in Montenegro (1941-1942)", Milano, Mursia, 2014
- Terre di guerre e viaggi di pace, Roma, Odradek, 2015